# Wad-zoos-en
Dans la mythologie abénaquise, Wad-zoos-en est un aigle qui crée le vent en battant des ailes,.